# Centroscymnus owstonii
Centroscymnus owstonii е вид хрущялна риба от семейство Somniosidae.

## Разпространение
Видът е разпространен в Австралия, Нова Зеландия и Япония.